# باشگاه فوتبال کارین
باشگاه فوتبال کارین ایروان (ارمنی: Ֆուտբոլային Ակումբ „Կրրին“ Երևան; انگلیسی: FC Karin) یک باشگاه فوتبال در شهر ایروان و در کشور ارمنستان می‌باشد که در لیگ دسته اول فوتبال ارمنستان بازی می‌کرد. 

## تاریخچه
این باشگاه  در سال ۱۹۹۴ میلادی  منحل شد و در حال حاضر در سطح فوتبال حرفه‌ای فعالیتی ندارد.

## آمار لیگ
| ارمنستان (۱۹۹۲ – ۱۹۹۳) |                       |     |      |     |       |      |        |          |     |        |      |
| فصل                    | دسته                  | سطح | بازی | برد | تساوی | باخت | گل زده | گل خورده | +/- | امتیاز | مکان |
| ۱۹۹۲                   | لیگ دسته اول          | ۲   | ۲۸   | ۱۶  | ۶     | ۶    | ۷۱     | ۴۰       | +۳۱ | ۳۸     | 3.   |
| ۱۹۹۳                   | لیگ دسته اول - گروه B | ۲   | ۲۰   | ۱۰  | ۳     | ۷    | ۳۶     | ۲۲       | +۱۴ | ۲۳     | 4.   |